# Plaumannimyia
Plaumannimyia este un gen de muște din familia Tephritidae.

Cladograma conform Catalogue of Life:
| Plaumannimyia | \| \| Plaumannimyia costaemaculata \| \| \| \| \| \| Plaumannimyia pallens \| \| \| \| |
|               | \| \| Plaumannimyia costaemaculata \| \| \| \| \| \| Plaumannimyia pallens \| \| \| \| |
|               | Plaumannimyia costaemaculata                                                           |
|               |                                                                                        |
|               | Plaumannimyia pallens                                                                  |
|               |                                                                                        |